# Candidatura de Buenos Aires aos Jogos Olímpicos de Verão da Juventude de 2018
Buenos Aires 2018 foi a candidatura da cidade de Buenos Aires e do Comité Olímpico da Argentina para acolher os Jogos Olímpicos da Juventude de 2018, sendo a vencedora.

## História

### Fase de apresentação de candidatura

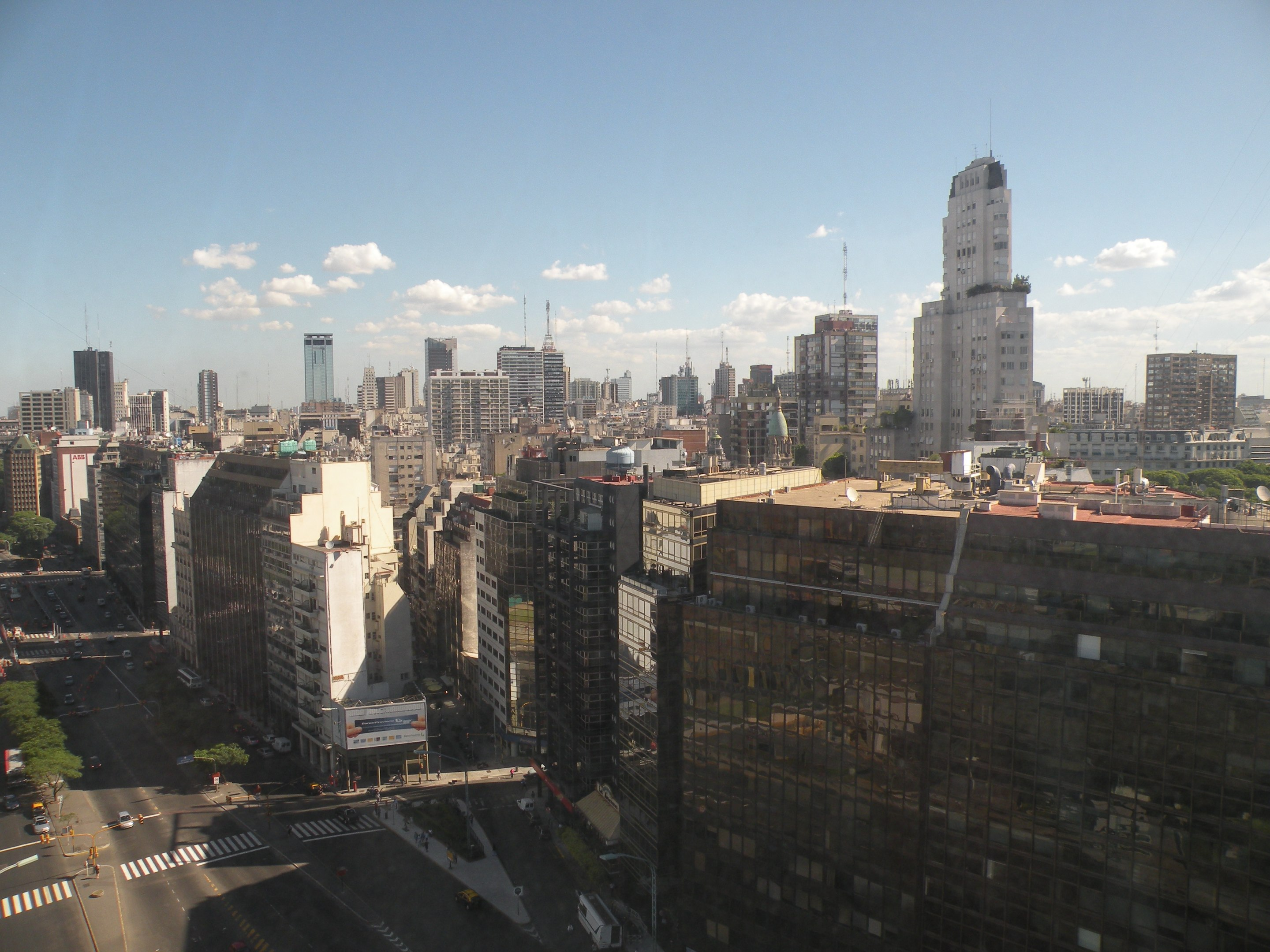
Vista do centro de Buenos Aires.

A candidatura de Buenos Aires foi anunciada a 30 de Agosto de 2011, e em Janeiro do ano seguinte Buenos Aires 2018 anunciou que a Vero Communications iria promover a candidatura. O Membro da Argentina do Comité Olímpico Internacional (COI), Gerardo Werthein, bem como o Mayor da cidade, Mauricio Macri, escreveu cartas ao Presidente do COI, Jacques Rogge, em defesa da candidatura.
A capital argentina assinou o Procedimento de Candidatura às Olimpíadas da Juventude a 15 de Março de 2012. Em Maio do mesmo ano, a imprensa chegou a sugerir que o sucesso na tentativa de acolher as Olimpíadas da Juventude de 2018, Buenos Aires poderia avançar para ser candidata a sede das Olimpíadas de 2028 ou 2032.
Em Junho de 2012, foi anunciado que La Punta iria candidatar-se a sede dos Jogos Pan-Americanos de 2019. A 125ª Sessão do COI, em Setembro de 2013, foi realizada em Buenos Aires, sendo então anunciada a eleição de Tóquio como sede dos Jogos Olímpicos de 2020.

### Fase final de candidatura
No dia 13 de Fevereiro de 2013, o COI confirmou Buenos Aires como uma das três cidades finalistas na corrida à sede das Olimpíadas da Juventude de 2018. Mais tarde, a 13 de Junho do mesmo ano, a Comissão de Avaliação do COI divulgou o seu relatório das candidaturas, concluindo que a capital da Argentina representava um risco mínimo, embora com ressalvas às datas propostas para os Jogos e às garantias financeiras. Mais tarde, Buenos Aires 2018 resolveu essas questões em resposta ao relatório.
A 4 de Julho de 2013, Buenos Aires foi anunciada como cidade vencedora para ser a sede dos JOJ 2018, com 49 votos contra 39 de Medellín.

## Candidaturas anteriores
Embora tivesse sido a primeira tentativa de Buenos Aires para acolher as Olimpíadas da Juventude, a cidade já tentara anteriormente receber as Olimpíadas "regulares". Em 1936, perdeu para Berlim (Alemanha); 20 anos mais tarde, não conseguiu acolher os Jogos de 1956, realizados em Melbourne (Austrália); em 1968 foi derrotada pela Cidade do México; e por fim, em 2004, perdeu para a cidade grega de Atenas.